# Mercado de Barceló (obra de Almudena Grandes)
Mercado de Barceló es una recopilación de artículos de la escritora Almudena Grandes publicados entre 1999 y 2002 en el diario El País y recopilados por Tusquets en el año 2003.

## La obra
Un total de 68 artículos, además de un prólogo titulado Puerta de entrada: Treinta años después y un epílogo, Puerta de salida: Cerrado por cambio de negocio, forman esta recopilación que constituye una auténtica novela coral en la que cada una de las historias que se narran comparten el mismo escenario: el clásico Mercado de Barceló madrileño, que es testigo de desavenencias conyugales, de la tiranía del calendario o del surgimiento de nuevas formas de familia.
Se editó por primera vez en el año 2003 por Tusquets Editores dentro de la colección Textos en el aire. Dos años después se volvió a reeditar en la colección Fábula de la misma editorial.
- Datos: Q6010537